# Болгарско-Сливово
Болгарско-Сливово (болг. Българско Сливово) — село в Болгарии. Находится в Великотырновской области, входит в общину Свиштов. Население составляет 971 человек (2022).

## Политическая ситуация
В местном кметстве Болгарско-Сливово, в состав которого входит Болгарско-Сливово, должность кмета (старосты) исполняет Радослав Георгиев Атанасов (независимый) по результатам выборов.
Кмет (мэр) общины Свиштов — Станислав Петров Благов (коалиция в составе 4 партий: Болгарский земледельческий народный союз (БЗНС), Союз свободной демократии (ССД), Союз демократических сил (СДС), либеральная инициатива «За демократическое европейское развитие» (ЛИДЕР)) по результатам выборов.